# 王莉霞
王 莉霞（おう りか、ワン・ﾘｰｼｱ、1964年6月 - ）は、中華人民共和国の共産党幹部にして官僚・政治家。蒙古族。女性。遼寧省建平県出身。現職は中国共産党内モンゴル自治区党委員会副書記、同自治区人民政府党組書記兼主席、中国共産党フフホト市委員会書記。中国共産党第19期中央委員会候補委員。

## 経歴
1964年6月、遼寧省建平県で生まれる。1985年9月、遼寧大学経済学部の統計学科を卒業した後、王莉霞は陝西財経学院（現在の西安交通大学経済与金融学院）の統計学部に入学し、修士の学位を取得した。1988年7月に大学卒業と同時に西安統計学院（現在の西安財経大学）の教職員となった。王莉霞は15年間そこで働いています。1992年12月に中国共産党入党。
2000年7月、陝西省統計局副局長に就任。2005年12月、局長に昇格。2011年1月、中国共産党銅川市委員会副書記、市長代行に任命。4月、銅川市人民政府市長を兼務。2013年1月、陝西省人民政府副省長に就任。
2016年10月、内モンゴル自治区に移り、内モンゴル自治区党委員会常務委員兼統戦部部長を務めた後、2019年8月、内モンゴル自治区第一の都市で、かつて首府であるフフホト市の党委員会書記を務めた。2020年7月、中国共産党内モンゴル自治区党委員会副書記、同自治区人民政府党組書記に任命。2021年8月、第13期内モンゴル自治区人民代表大会常務委員会は5日の第28回会議で、布小林主席の辞任届を受理し、王莉霞を副主席兼主席代行に任命することを決定した。